# 福井村 (大阪府)
福井村（ふくいむら）は、大阪府三島郡にあった村。概ね現在の茨木市福井・東福井・西福井・中河原町にあたる。

## 地理
- 河川：茨木川、勝尾寺川

## 歴史
- 1889年（明治22年）4月1日 - 町村制の施行により、島下郡福井村・中河原村の区域をもって発足。
- 1896年（明治29年）4月1日 - 所属郡が三島郡に変更。
- 1935年（昭和10年）
  - 6月29日 - 集中豪雨により中川原橋の両岸の堤防が決壊。下流の茨木町などが冠水する[1]。
  - 8月10日 - 集中豪雨により復旧中の中川原の堤防が再度決壊[2]。
- 1955年（昭和30年）4月3日 - 茨木市に編入。同日福井村廃止。

### ケシ栽培
明治時代なかば、福井村の農民・二反長音蔵が福井地区で麻薬原料のケシ栽培を志し、台湾総督府の後援を得て大規模な産業化に成功、かつての福井は、白い花の咲くケシ畑が一面に広がる、東洋有数のアヘンけしの大産地であった。第二次世界大戦後はGHQがケシ栽培を禁止し、すべて途絶した。いまは数少ない文献の色あせた写真が、かつての盛況を伝えるのみである。

## 交通

### 道路
- 西国街道
- 亀岡街道